# Uberabatitan
Uberabatitan ("titán z oblasti Uberaba") byl rod velkého sauropodního dinosaura, žijícího v období svrchní křídy (geologický věk maastricht, asi před 67 miliony let) na území dnešní jihovýchodní Brazílie (stát Minas Gerais, geologické souvrství Marília).

## Historie
Fosilie tohoto sauropoda z kladu Titanosauria byly objeveny v sedimentech geologického souvrství Marília (geologická jednotka Bauru) a patří tak k nejmladším známým fosiliím titanosaurních sauropodů vůbec. Ve stejném souvrství objevení sauropodi rodů Trigonosaurus a Baurutitan jsou mírně geologicky starší - jejich fosilie byly objeveny ve spodnějších částech souvrství. Typový druh U. riberoi byl popsán dvojicí paleontologů Leonardem Salgadem a Ismarem de Souzou Carvalhem v roce 2008. Objeveny byly některé krční, hrudní a ocasní obratle, část pánevního pletence a kosterní části končetin.

## Popis
Uberabatitan byl stejně jako jeho vývojoví příbuzní velkým býložravým dinosaurem, chodícím po čtyřech sloupovitých končetinách. Měl velmi mohutný trup, značně dlouhý krk i ocas a relativně malou hlavu. Je možné, že žil v menších stádech. Výzkum fosilií ukázal, že tento sauropod měl v obratlech dutiny vyplněné vzdušnými vaky.

## Rozměry
Přesné rozměry tohoto sauropoda není možné snadno odhadnout, pravděpodobně však dosahoval délky až 26 metrů.

## Systematické zařazení
Uberabatitan byl vývojově vyspělým titanosaurem z kladu Lithostrotia, mezi jehož nejbližší příbuzné patřily rody Mendozasaurus, Futalognkosaurus, Laplatasaurus a Bonitasaura.